# Expert Infantryman Badge
Le Expert Infantryman Badge (EIB ou Insigne d'expert fantassin) est un insigne de compétences spéciales de l'Armée américaine (US Army).
L'EIB a été créé en même temps que le Combat Infantryman Badge (CIB) par décret en novembre 1943, pendant la Seconde Guerre mondiale. Actuellement, il est décerné au personnel de l'Armée américaine (US Army) qui possède des spécialités professionnelles militaires d'infanterie ou de forces spéciales, à l'exception des soldats ayant la spécialité professionnelle de "sergent médical des forces spéciales" (18D). Pour obtenir l'EIB, le soldat doit remplir un certain nombre de conditions préalables et réussir une batterie de tests gradués sur les compétences de base de l'infanterie.
Les militaires qui ont reçu à la fois l'EIB et la CIB ne sont pas autorisés à porter les deux insignes simultanément. Dans ce cas, le règlement de l'Armée permet au récipiendaire de choisir l'insigne qu'il portera. Il existe un insigne similaire pour le personnel médical, connu sous le nom de Expert Field Medical Badge (EFMB - insigne d'expert en médecine de campagne). En 2017, il a été question d'un insigne similaire pour les soldats ne faisant pas partie de l'infanterie, du personnel médical ou des forces spéciales. En 2019, l'armée a créé le Expert Soldier Badge (ESB - insigne de soldat expert) pour les soldats qui ne remplissent pas les conditions requises pour l'EIB et l'EFMB.
L'EIB est un insigne en argent et en émail, composé d'une barre rectangulaire de 76 mm de large avec un champ bleu infanterie sur lequel est superposé un mousquet Springfield Arsenal, modèle 1795. Bien que son nom et son apparence soient similaires à ceux du Combat Infantryman Badge (CIB - insigne du fantassin de combat), il s'agit d'une distinction totalement différente. Alors que le CIB est décerné aux soldats de l'infanterie pour leur participation à des combats terrestres, l'EIB est décerné à l'issue d'une série d'épreuves visant à démontrer la maîtrise des compétences de l'infanterie.

## Exigences modernes (années 2020)

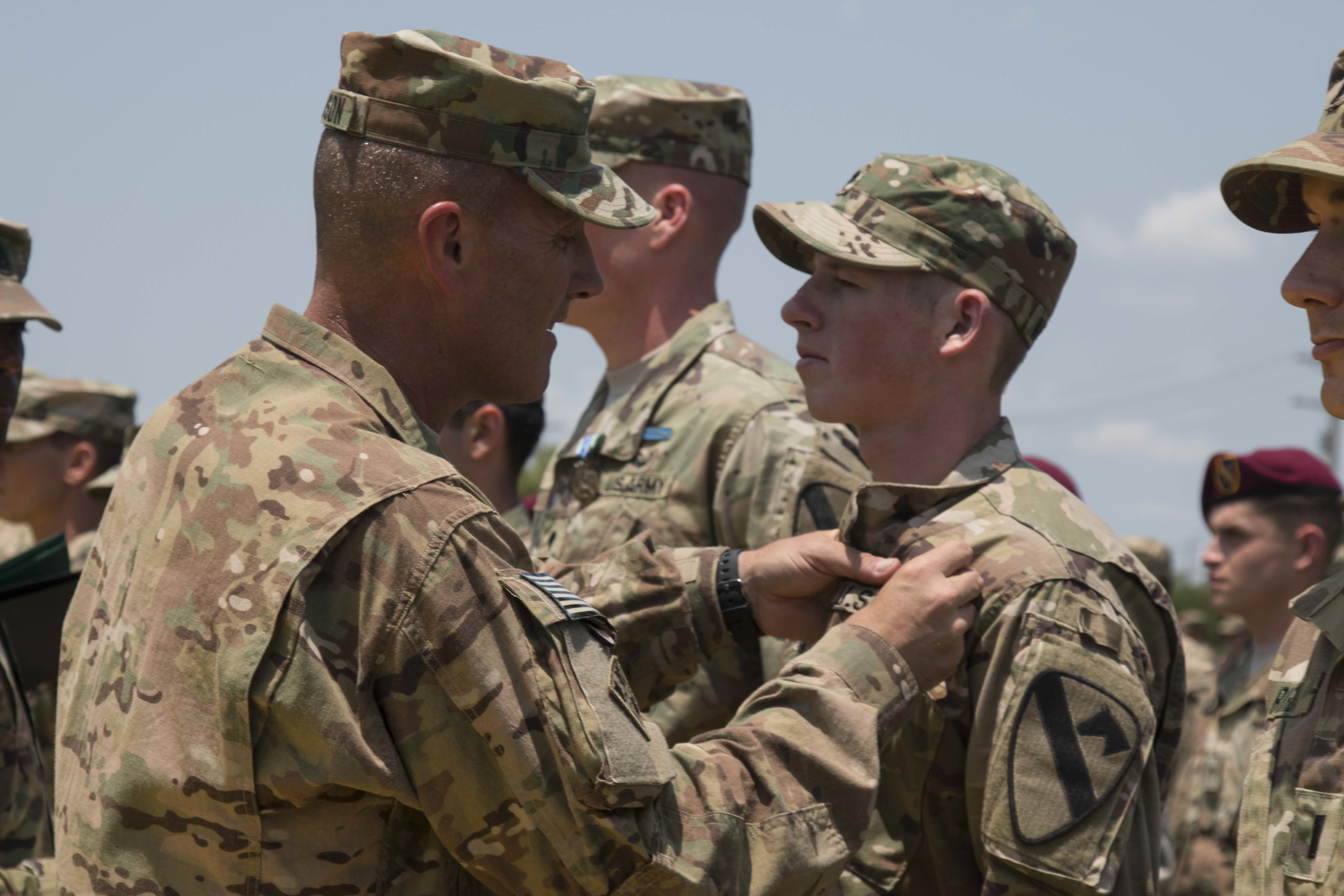
Un fantassin de la 1re division de cavalerie se fait épingler le BEI, vers 2018.

Une spécialité professionnelle militaire (Military Occupational Specialty - MOS) principale dans les domaines de gestion de carrière (Career Management Fields - CMF) de la série 11 (infanterie) ou 18 (forces spéciales), à l'exception des 18D (sergent médical des forces spéciales).
Évaluation de l'aptitude physique du EIB : Chaque candidat (quel que soit son sexe ou son âge) doit faire 49 pompes, 59 redressements assis et courir 4 miles (6,44 km) en 32 minutes ou moins.
Navigation terrestre : suivre un cours de navigation terrestre de jour et de nuit dans un délai déterminé ;
Qualification de l'arme : obtenir une qualification d'"expert" sur l'arme qui leur est attribuée, généralement un M16/M4 ; dans le cas des servants de mortier (MOS 11C), la qualification d'expert sur le mortier est une exigence supplémentaire.
Marche forcée : effectuer une marche de 12 miles (19,3 km), en portant un M4 et une charge de 35 livres + du matériel supplémentaire pour un total de 70 livres, dans un délai de trois heures.
Test en couloir ou en station pour des tâches individuelles, noté réussite/échec ("GO"/"NO GO"). Cette phase comporte environ 30 à 35 stations. Les candidats doivent réussir chaque poste ; s'ils reçoivent un "NO GO" lors de leur première tentative, ils ont une chance de se représenter. Un deuxième "NO GO" à n'importe quelle station entraîne un échec pour toute la phase de test. En général, il y a plusieurs stations dans tous les domaines suivants (les tâches moins courantes/obsolètes sont en italique) :
- Premiers secours
- Procédures chimiques, biologiques, radiologiques, MBITR ou PRC-152 et des procédures correspondantes. et nucléaires (Chemical, Biological, Radiological, Nuclear - CBRN)
- Appel au feu (tir indirect), appui aérien rapproché (Close air support - CAS) et attaque au corps à corps
- Techniques de déplacement sous le feu, de camouflage, de signalisation manuelle, d'estimation de la distance et de compte rendu de contact au quartier général supérieur.
- Communications : maîtrise des radios de terrain ASIP, SINCGARS
- Lecture de cartes : identification du terrain, topographie, utilisation du GPS militaire.
- Compétence en matière d'armement : charger, décharger, effectuer des contrôles de fonctionnement, nettoyer, corriger les dysfonctionnements, etc. pour M9, M16/M4, M203, M249, M240B, M60, M2, Mk 19, AT4, Javelin ; utiliser des grenades à main, des mines Claymore et des mines antichars.
- Maîtrise des dispositifs de vision nocturne
- Compétence (simbleautage) en matière de viseur de visée

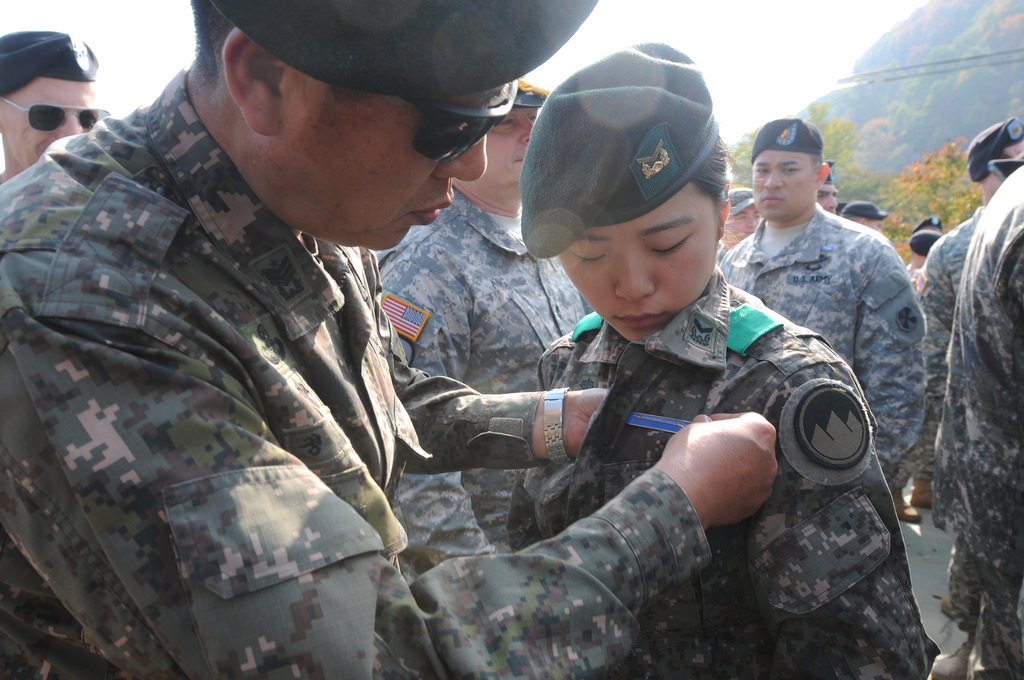
Première femme soldat sud-coréenne à obtenir le EIB en 2014

Les armées étrangères sont souvent invitées à participer au EIB lorsque des unités se trouvent à l'étranger ou dans des pays d'accueil. Ces pays sont la Bosnie, la Corée, la Pologne et d'autres encore,.

## Terminologie et rituel
Si la formation aux compétences de base est un objectif majeur du programme EIB, l'institution EIB fournit également un domaine d'expérience et de vocabulaire communs à l'ensemble de l'infanterie de l'armée américaine. Ce test a lieu environ tous les deux ans dans la plupart des unités d'infanterie. Ceux qui échouent peuvent attendre plus d'un an avant d'avoir la possibilité de le repasser. Il est très probable qu'ils soient transférés ou mutés dans une autre unité d'infanterie qui ne passera peut-être pas le test cette année-là. Ainsi, l'attente pour repasser le test peut être plus longue.
D'un point de vue sociologique, la phase de test constitue un rite de passage pour de nombreux fantassins. La période de test s'étend généralement sur plusieurs jours, le nombre de candidats restants diminuant régulièrement et la pression augmentant de la même manière. Traditionnellement, les grenades à main (le candidat dispose de cinq grenades pour atteindre trois cibles différentes) et l'appel au feu sont considérés comme les épreuves les plus difficiles.
Il existe un vocabulaire argotique spécifique associé aux tests EIB. Les évaluateurs de chaque station ont généralement eux-mêmes des BEI ; un protecteur d'insigne est donc un évaluateur particulièrement difficile, perçu comme protégeant le statut de la récompense qu'il détient. Les évaluateurs portent généralement un stylo bleu pour marquer les "GO" et un stylo rouge pour marquer les "NO GO" ; terminer toute la phase sans un seul NO GO, c'est donc faire un vrai bleu. De même, si un candidat n'a qu'un seul "NO GO", on dit qu'il est "blade running" ; toute erreur l'éliminera. En général, si le candidat commet une erreur et que le temps n'est pas écoulé, le correcteur lui dira "il vous reste du temps", ce qui est un indice que le candidat a peut-être fait quelque chose de mal. Parfois, le correcteur le fait pour décourager le candidat, même si tout est correct, ce qui achève le rite de passage.

## Source
- (en) Cet article est partiellement ou en totalité issu de l’article de Wikipédia en anglais intitulé « Expert Infantryman Badge » (voir la liste des auteurs).